# Julio Ortiz de Zárate
Julio Ortiz de Zárate, né le 12 avril 1885 et mort le 13 juin 1943, est un peintre chilien. Il est de ceux qui ont introduit les tendances modernes de l'art européen au Chili. Ses natures mortes sont particulièrement appréciées.

## Biographie
Né à Santiago du Chili, il est le fils du compositeur Eleodoro Ortiz de Zárate, et le frère ainé du peintre Manuel Ortiz de Zárate.
Après des études à l'École des Mines de Santiago, il entre à l'école des Beaux Arts de Santiago, où enseignent notamment Pedro Lira Rencoret et l'espagnol Fernando Álvarez de Sotomayor.
Il s'émancipe de l'ancienne école représentée par Álvarez de Sotomayor pour développer un style plus novateur. Cela l'amène à militer au sein du groupe des dix (1916), avec notamment Augusto Dhalmar, Manuel Magallanes, Juan Francisco González et Armando Donoso, et au sein de la Colonia Tolstoiana, qui se consacre à la diffusion de l'art dans les milieux les plus humbles.
Il fait un premier voyage en Europe en 1919, visitant l'Espagne, la Belgique et la France. Il retourne à Paris en 1922 où son frère Manuel lui fait découvrir l'œuvre d'artistes tel que Miró, Picasso, Braque et Modigliani, le cubisme et l'art abstrait.
De retour au Chili en 1923, il participe  à la fondation du Grupo Montparnasse, marquant la première tentative de rénovation de la peinture chilienne dans le sens des nouvelles tendances européennes. Durant les années 1920, il est commissionné par les beaux arts, en tant que responsable de la représentation de son pays à l'exposition Ibero-américaine de Séville (1930).
En 1934, il est nommé professeur à l'École d'arts Appliquées de Santiago. De 1939 à sa mort, il dirige le Musée National de Beaux Arts de Santiago.